# Bao (département)
Pour les articles homonymes, voir Bao.
Le département de Bao est un des cinq départements composant la province de l'Ennedi Est au Tchad.  Il est peuplé majoritairement par des Mourdian. Son chef-lieu est Bao.

## Subdivisions
Le département de Bao compte trois sous-préfectures qui ont le statut de communes :
- Bao,
- Moudougoumi,
- Gaour.

## Histoire
Le département de Bao a été créé par l'ordonnance n° 038/PR/2018 portant création des unités administratives et des collectivités autonomes du 10 août 2018.

## Administration
Préfets de Bao (depuis 2018)
- nd.